# 2982 Muriel
2982 Muriel је астероид главног астероидног појаса са средњом удаљеношћу од Сунца која износи 2,998 астрономских јединица (АЈ).
Апсолутна магнитуда астероида је 11,9.